# ポッシビリズム
ポッシビリズム（英：Possibilism、可能主義）は、政治思想の分野では、社会主義の運動の1つである。
ポッシビリズムはフランスの社会主義運動の1つの潮流で、ポール・ブルスやブノワ・マロンなどによって1882年に結党されたフランス社会主義労働者連盟の1つの精神である。
彼らは、重要な原則は「可能」(possible)なことのみと宣言し、革命ではないと主張した。

## 参照
1. ↑  http://www.marxists.org/glossary/orgs/p/o.htm